# Juraj Ščrbačić
Juraj Ščrbačić (ili Juraj Ščrbašić), (... - ...) hrvatski pjesnik.

## Životopis
Pretpostavlja se da je Juraj Ščrbačić bio učitelj u župnoj pučkoj školi Drnje u 17. stoljeću, a iz Drnjanske pjesmarice vidi se da je bio izvanredno dobro upućen u zbivanja u 17. stoljeću u Hrvatskoj i blizak obitelji Zrinski. Ščrbačić je prvi od više autora zbirka poznate pod nazivom Drnjanska pjesmarica iz 1687. godine.